# Krapina (archäologischer Fundplatz)

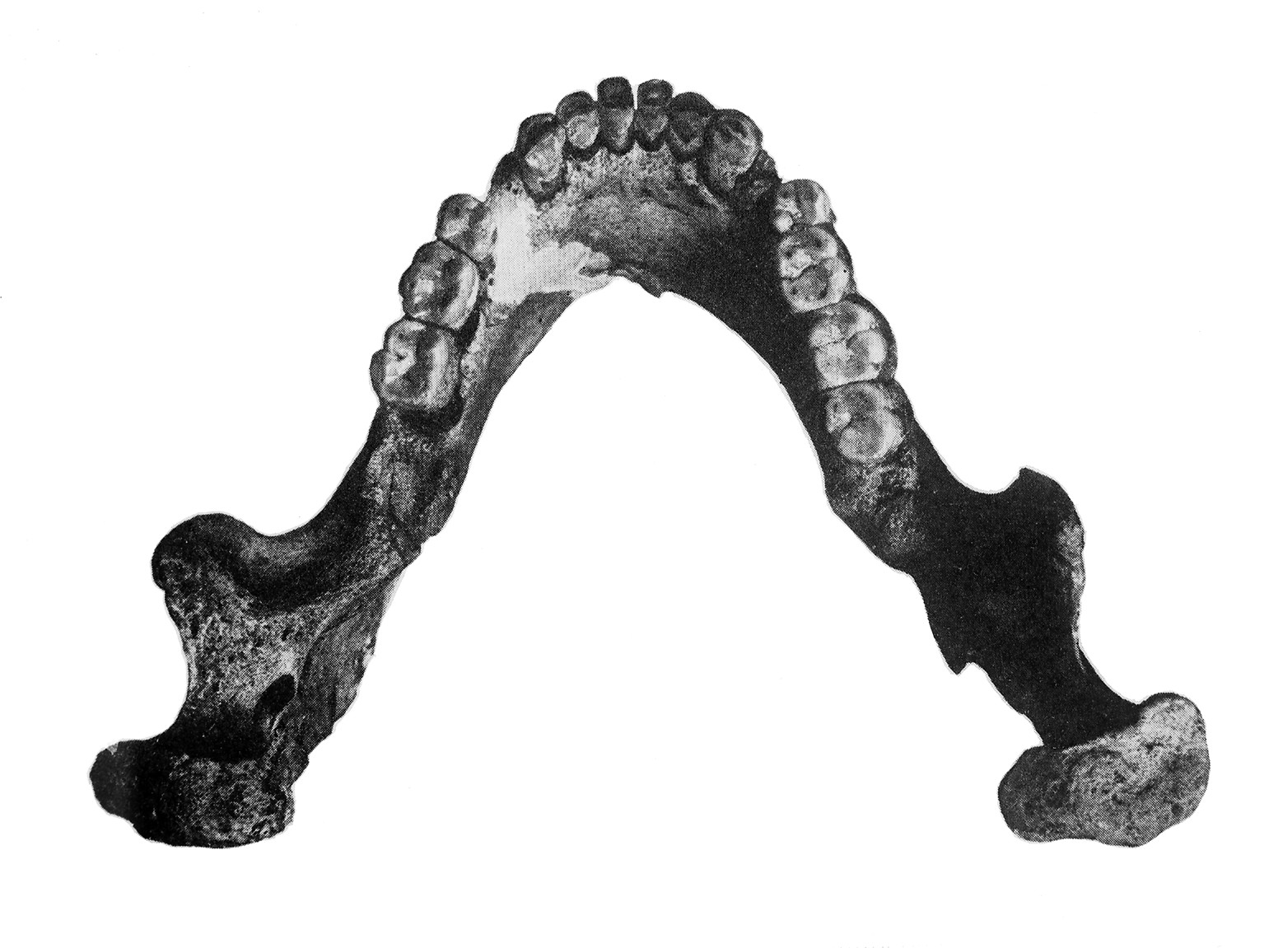
Der Unterkiefer J aus Krapina

Krapina ist ein etwa 130.000 Jahre alter archäologischer Fundplatz in Kroatien, an dem seit 1895 zahlreiche Knochen und Artefakte von Neandertalern entdeckt wurden. Die Funde von Krapina trugen zu einer rund ein Jahrhundert andauernden, wissenschaftlichen Debatte um das Vorhandensein von Kannibalismus unter Neandertalern bei. Heute gilt diese Annahme als widerlegt, jedoch wird rituellen Handlungen zumindest an einem der Schädel, die in Krapina gefunden wurden, hohe Wahrscheinlichkeit eingeräumt.
Im Jahr 2010 wurde das Neandertalermuseum in Krapina eröffnet.

## Entdeckung, Grabung

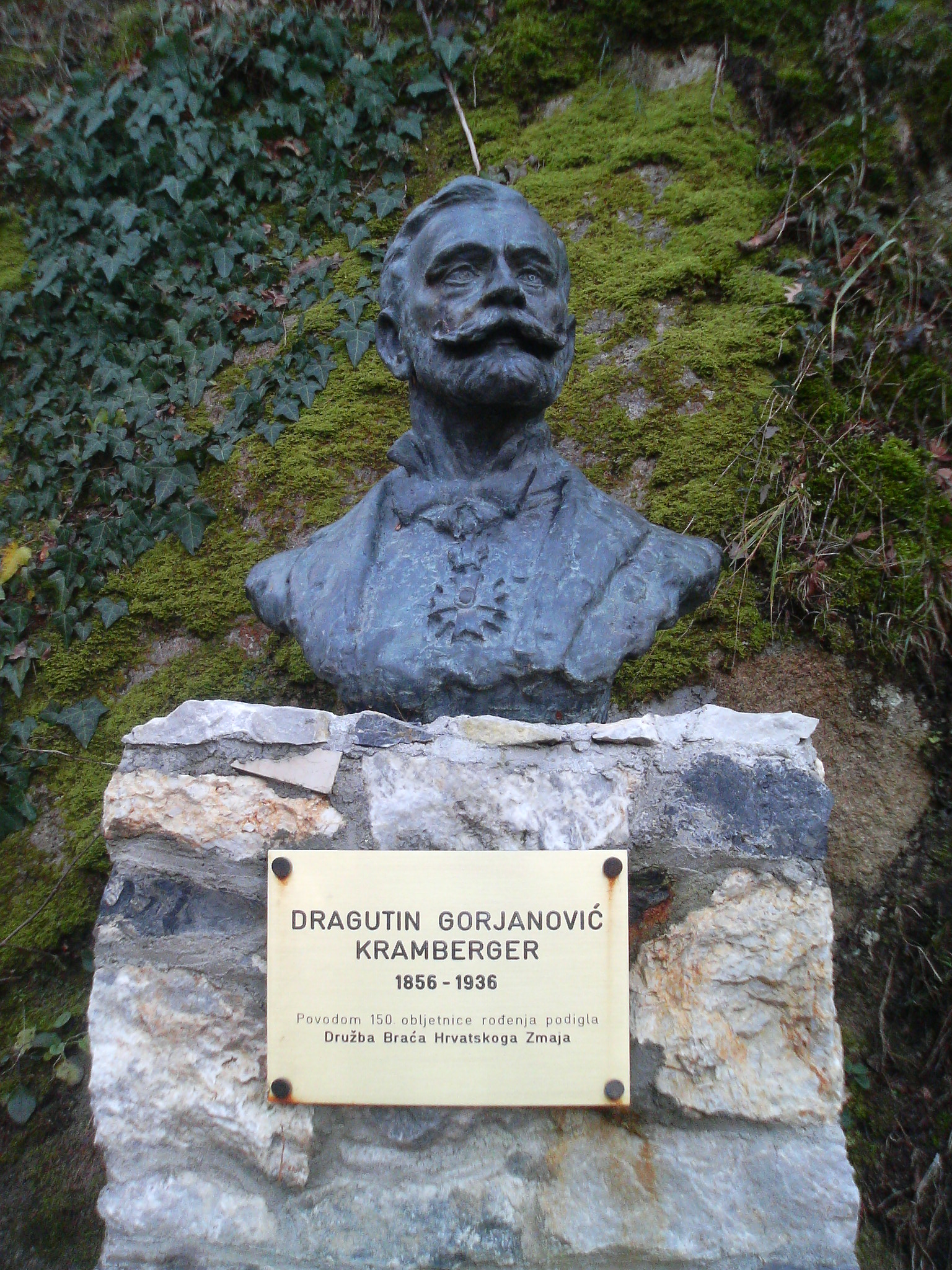
Büste zur Erinnerung an den Ausgräber von Krapina Dragutin Gorjanović-Kramberger in Krapina

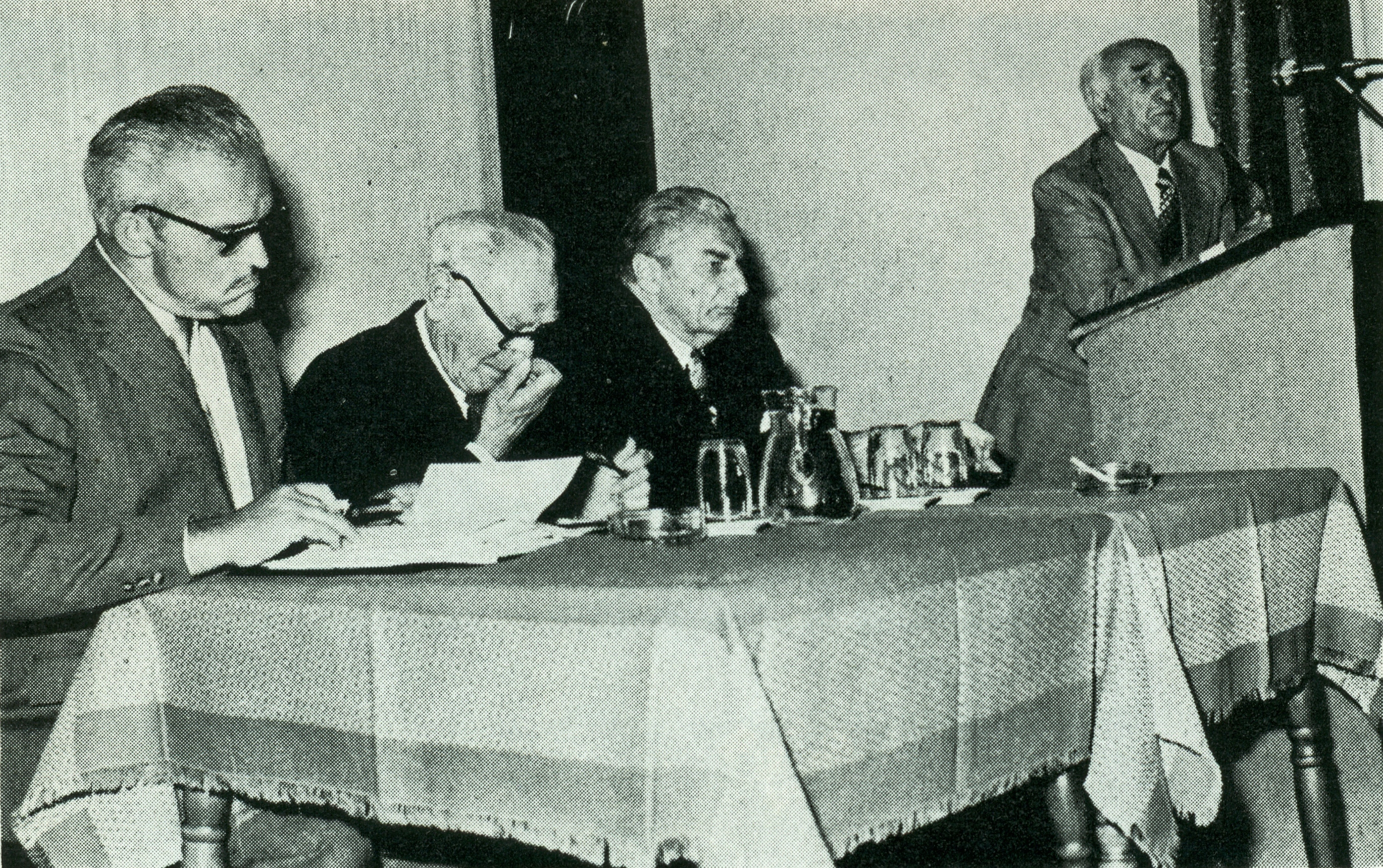
Teilnehmer der Konferenz Krapinski pračovjek i evolucija hominida, die am 17. September 1976 anlässlich des 120. Geburtstags von Gorjanović Kramberger und des 75. Jahrestages der Entdeckung der Neandertalerüberreste in Krapina stattfand (v. l. n. r.: Mirko Malez, Stjepan Nežmahen und Juraj Kallay. Es liest Ljudevit Barić).

1895 entdeckten zwei Lehrer in einem Abri am nahe der Stadt Krapina gelegenen Hušnjakovo Brdo (Hušnjak-Hügel) eine Reihe von Knochen. Dies veranlasste den Direktor der Abteilung für Geologie und Paläontologie des Zagreber Naturkundemuseums Dragutin Gorjanović-Kramberger zwischen August 1899 und 1905 Ausgrabungen vorzunehmen, zu denen er zahlreiche Publikationen verfasste. Während der Grabungen am 45 km nördlich von Zagreb gelegenen Fundort entdeckte man mindestens 884 Knochenstücke und 198 Zähne von mindestens 23 frühen Neandertalern aus der Zeit vor ca. 130.000 Jahren. Ferner wurden mehrere hundert Steinwerkzeuge und Tierknochen gefunden. 1906 publizierte der Ausgräber eine Monographie zur Fundstätte.

## Kannibalismusthese
Gorjanović-Kramberger vermutete, dass es sich hierbei um einen Begräbnisplatz handelte, an dem ritueller Kannibalismus vollzogen wurde. Doch wurden auch andere Erklärungsansätze für die zahlreichen Bruch- und Schnittspuren versucht, wie etwa Sprengungen, der Einsturz einer Höhlendecke, Handlungen späterer Arbeiter, Höhlenbären, das rituelle Entfernen des Fleisches, Begräbnisvorbereitungen zum Zweck einer Zweitbestattung, aber auch immer wieder Kannibalismus. Sieht man von Zerstörungen im Laufe der Ausgrabungen, dem schieren Zertrampeln durch immer wieder auftauchende Besucher der Höhle, Solifluktion und anderen Prozessen ab, so blieben doch urgeschichtliche Bearbeitungen der Körper als wahrscheinlichste Erklärung.
Von großer Bedeutung für das Andauern der Kannibalismusthese war die Arbeit von Fred H. Smith von der Universität Tennessee, der den Fundort als einstige Begräbnisstätte belegte und glaubte, gleichfalls Kannibalismus nachweisen zu können.
Seit einigen Jahren wird diese These zunehmend infrage gestellt. Vor allem Erik Trinkaus und Mary Doria Russell widersprachen dieser Annahme und hingen eher der Bestattungstheorie an. Doch sind Vergleiche mit anderen Grabungsstätten äußerst schwierig, zugleich ging die Zahl der Knochen, die mit Sicherheit Schnittspuren aufwiesen, mit jeder Untersuchung zurück.

## Neuuntersuchung
Ab 2003 wurden die Knochen im Naturkundemuseum von Zagreb systematisch erfasst, beschrieben und fotografiert, um die Grundlage für eine erneute Untersuchung zu schaffen. Zudem wurde die Fundgeschichte rekapituliert. Insgesamt kamen bei der Neuauszählung drei fragmentierte Kranien, drei Kalottenfragmente, 237 kleinere Schädel- und Kieferbruckstücke und 198 isolierte Zähne zusammen (insgesamt waren es 293 Zähne, wie Facchini und Belcastro berichten). Hinzu kamen 483 oftmals sehr kleine Fragmente, die nicht zum Schädel gehörten. Insgesamt stellte sich dabei heraus, dass bestimmte Bereiche des Skeletts sehr viel häufiger erhalten waren, als andere. Möglicherweise sorgte der Bach Krapinica für eine Dezimierung der Elemente. Kranium 1 ist ein nach dem Tod stark deformierter Kinderschädel, von dem, ähnlich wie bei Kranium 2 nur wenn auch große Teile erhalten sind. Kranium 3 ist am besten erhalten.
Die Stelle war lange von den Bewohnern Krapinas als Sandgrube genutzt worden. Dabei kamen immer wieder Skelettteile zutage, doch wurden sie nicht gesichert. Auch als die Grabungen begannen, wurden nicht nur Schaufeln und Hacken eingesetzt, sondern auch Sprengungen durchgeführt. Das Grabungsbuch Gorjanović-Krambergers wurde gleichfalls zu Rate gezogen; er hatte die Stratigraphie erkannt und dementsprechend nach horizontalen Schichten ausgegraben; die Fundstücke wurden dementsprechend nummeriert. Insgesamt fanden sich 9 Schichten in den 11 m starken Sedimenten, doch ist der überwiegende Teil der Fundstücke nicht mehr zuzuordnen. Auch lässt sich keine Assoziierung mit den umgebenden Faunenresten oder dem Sandstein mehr feststellen. Die Schichten 3 und 4, die die meisten Knochenreste enthielten, lagen unter einem mehrere Meter starken Deckenversturz, was die Zertrümmerung der Knochen bewirkt haben dürfte. Hinzu kamen weitere abgestürzte Sandsteinblöcke.
Die dominierende Tierart war der Höhlenbär, von dem sich mindestens 30 Exemplare nachweisen ließen. Daneben fand man Überreste von Vielfraß, Wolf, Rotfuchs, Wildkatze, Eurasischer Luchs, Leopard und Höhlenhyäne.

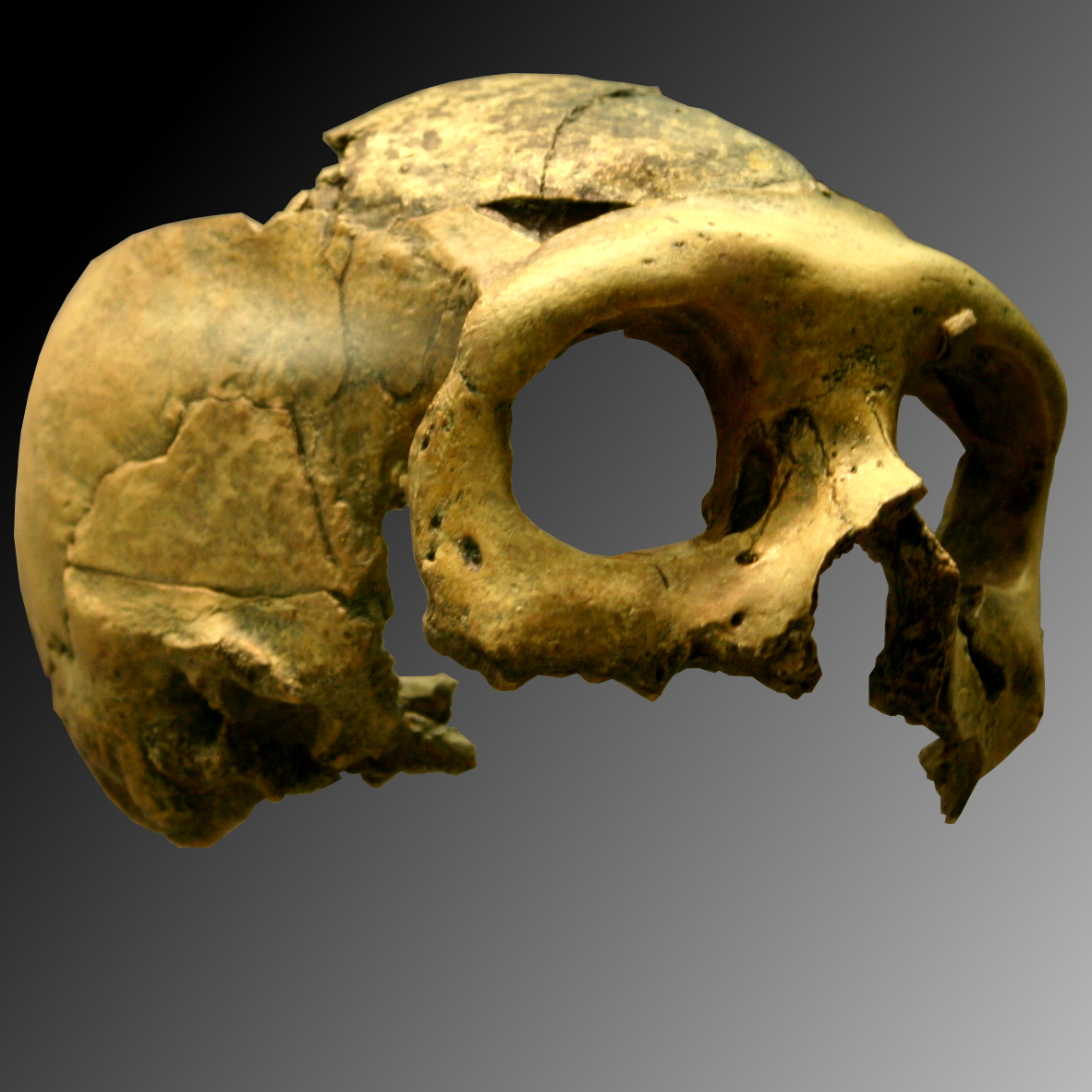
Krapina 3

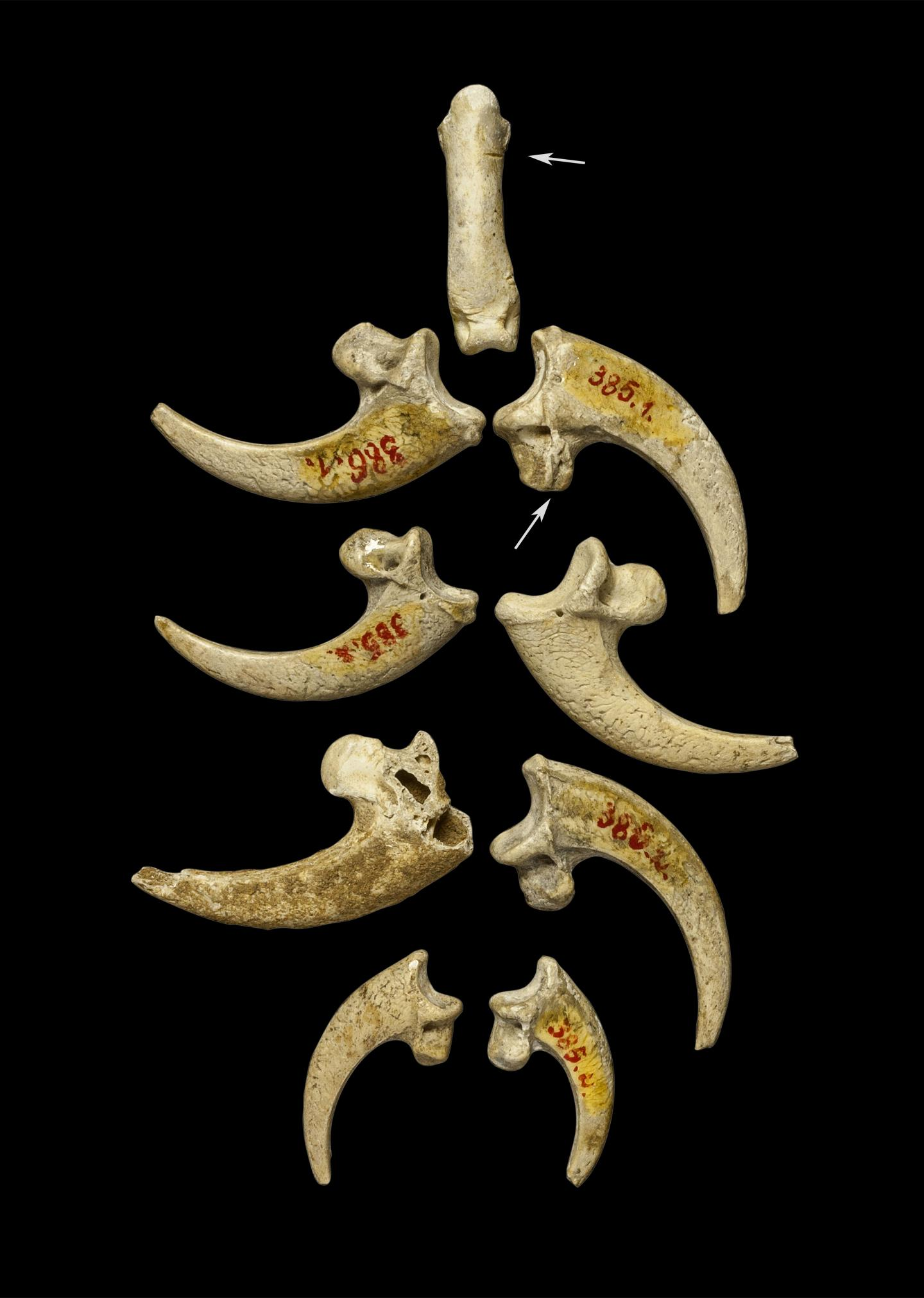
Etwa 130.000 Jahre alte Seeadlerklauen aus Krapina, die als Teil eines Schmuckstücks gedeutet wurden

Die Schnittspuren an Krapina 3, genauer gesagt dem Stirnbein, sind mit Sicherheit nach dem Tod erfolgt, denn es gibt keinerlei Heilungsspuren. Die 35 Schnitte in die Kopfhaut sind anscheinend in einem Zug entstanden, so dass man seit 2006 zumindest für diesen Fall eine rituelle Handlung annimmt. Der Tote wurde jedoch nicht skalpiert. Die Schnitte wurden in einer 5 bis 6 cm großen Zone angebracht. Dabei sind die Schnitte nur 1 bis 1,5 cm lang.
Nachuntersuchungen der Bruchmuster und Schnittspuren zeigten, dass die Bruchmuster keineswegs durch menschliche Handlungen hervorgerufen worden waren. Offenbar wurden sie eher durch Felsstürze und durch Bisse von Fleischfressern hervorgerufen. Eine Untersuchung mittels Rasterelektronenmikroskop ließ sich nicht durchführen, da die Knochen aus konservatorischen Gründen mit Schellack überzogen waren. Doch erwies es sich, dass weder Orientierung noch anatomische Anordnung der Schnittspuren mit denjenigen übereinstimmen, die bei der Zerlegung oder Entfleischung entstanden wären. In einigen Fällen gelang sogar der Nachweis, dass die Bearbeitungsspuren recht jung sind, so etwa bei einer „Schnittspur“, die durch eine moderne Beschriftung führt, oder bei Schnitten, die auf Metallwerkzeuge zurückgehen. „Ein Hinweis auf Kannibalismus lässt sich jedoch an den menschlichen Resten von Krapina nicht feststellen“ konstatierte 2008 Jörg Orschiedt.

## Andere Untersuchungen
Bei einigen Individuen ließ sich das Alter feststellen. So gehörten fünf der Knochen zu Neandertalern im Alter zwischen 14 und 16 Jahren, einer gehörte zu einem 17- bis 19-jährigen, fünf zu 20-jährigen Individuen. Insgesamt bestätigt dies den Eindruck, dass die Lebenserwartung der Neandertaler bei vielleicht dreißig Jahren lag.